# 劇団東俳
株式会社劇団東俳（げきだんとうはい）は子役・俳優などをマネジメントとする児童劇団・芸能事務所。本社は東京都豊島区にあり、大阪府大阪市中央区に関西支社が、また茨城県牛久市、埼玉県狭山市、静岡県静岡市にレッスンスタジオがある。

## 概要
1979年に元俳優の久野四郎によって設立。新聞広告などでオーディション選考者を募集し、付属の東俳新人養成所に研究生として所属し、週1ペースで演技・ダンス・殺陣・狂言・歌などのレッスンを行う。また年数回自主公演の舞台を行っている。
実力のあるものは外部出演の機会を与えられ、外部出演の実績を多数有する者が系列のプロダクション「東俳企画」に所属することが出来る。代表的なタレントは「T-PROJECT」に在籍する。
子役は主にテレビCMを中心とする広告媒体やテレビドラマ出演のほか、NHKの連続テレビ小説や大河ドラマでは主人公格の子供時代あるいは家族役などでの出演実績が多い。また、遠方のレッスン生の為に通信教育制度がある。
2009年頃から英語での合唱による「大きな古時計」をBGMに所属者がレッスンなどの経験を語り、PRする内容のスポットCMがアニメ番組（主にテレビ東京系列）を中心に流れている。
2010年、新川優愛が劇団所属者としては初のミスマガジングランプリに選ばれる。また、社会貢献を兼ねて映画『パートナーズ』テレビドラマ『ひとりじゃない』（BSフジ）を製作した。

## 主な所属タレント
2025年1月現在

### T-PROJECT
劇団東俳直系のプロダクション。
| - 新川優愛 - 村山輝星 - 倉持聖菜 - 関修人 - 大友至恩 - 猪股怜生 - 三小田芳樹 | - 植野瑚子 - 中島明子 - 木村日鞠 - 橋本偉成 - 大門杏咲 - 宮城光宏 - 三田一颯 | - 牧芽依奈 - 稲田都亜 - 齋藤さくら - 三谷貫太 - 関海人 - 保坂真隆 |

### 劇団員
自主公演やイベントなど、劇団活動の主軸メンバー。
| - 史歩 - 増田和也 - 三浦修 - 師岡紗帆 - 深沢優希 | - 髙木朋広 - 九谷茂樹 - 鍛冶幸宏 - 野平駿 - 高橋修 | - 能見龍弥 - 和田梨央 - 見寺剛 - 中村彰伸 - 山根詩織 - 下川幸乃 |

## 主な過去の所属タレント
| - 浅利陽介 - 足立雄介 - 熱田一 - 安西ひろこ - 飯塚恭平 - 石田法嗣 - 井上真央 - 内田さゆり | - えだなおみ - 大沢あかね - 太田佳織 - 岡田衣桜 - 岡野洋祐 - 沖津和輝 - 小倉唯 - 大佛香里 | - 尾羽智加子 - 片岡明日香 - 片岡涼 - 河東真実 - 工藤静香 - 紅萬子 - 小井紗陽 - 小出由華 | - 近藤里沙 - 斉藤奈々 - 坂田麻衣子 - 崎本大海 - 佐倉綾音 - 佐々木恵理 - 佐藤侑輝 - 嶋田あさひ | - 鈴木翔吾 - 瀬戸弘司(現在、YouTuberとして活動) - 高橋賢人 - 高山良 - 長州小力 - 鉄拳 - 遠野凪子 - 豊田淳 | - NAO-G - 中島賢太郎 - 仲根紗央莉 - 野村知沙 - 原田舞美 - 雛形あきこ - 星野真里 - 増島愛浩 | - 三觜要介 - 美山加恋 - 森永悠希 - 八木俊彦 - 山方隆士 - 山沢武久 - 山本真由（現芸名：山本真夢） - 吉武怜朗 - 溝上享 |

## スポンサーになっていた番組
- ぶらり途中下車の旅
- ひとりじゃない (テレビドラマ)
- JNN NEWS週末版